# Hanmanhatti, Koppal
Hanmanhatti là một làng thuộc tehsil Koppal, huyện Koppal, bang Karnataka, Ấn Độ.